# Углы (Шимский район)
Углы — деревня в Шимском районе Новгородской области, входит в состав Подгощского сельского поселения.
Расположена в 8 км к югу от Шимска. Через деревню протекает небольшая речка Углянка, правый приток Шелони. Ближайшие населённые пункты: деревни Муравьи, Солоницко, Иваньково.
Улицы: Заречная и Центральная.

## Примечания

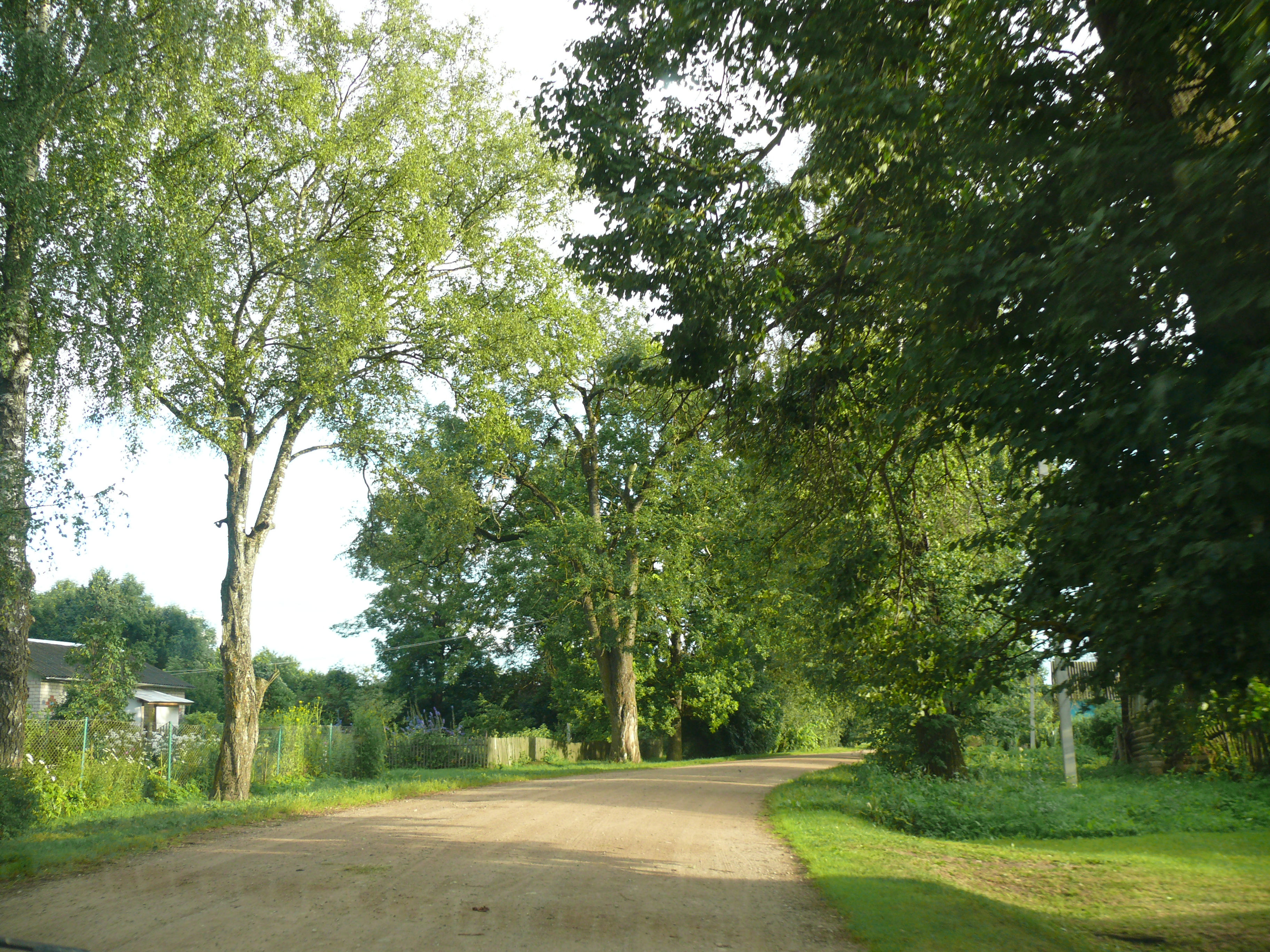
Улица Центральная